# Бобоназаров, Исманали
Исманали Бобоназаров (тадж. Усмоналӣ Бобоназаров; 4 сентября 1900 года, кишлак Боштоли — 1987 год, кишлак Боштоли, Аштский район, Ленинабадская область, Таджикская ССР) — звеньевой хлопкового совхоза «Курган-Тюбе» Министерства совхозов СССР, Курган-Тюбинский район Сталинабадской области, Таджикская ССР. Герой Социалистического Труда (1948).

## Биография
Родился в 1900 году в семье дехканина в кишлаке Боштоли (сегодня — Аштский район Таджикистана).
С 1933 года трудился рядовым колхозником в колхозе имени Будённого Вахшского района. В 1946 году переехал в Курган-Тюбинский район, где работал рядовым колхозником, звеньевым в хлопководческом совхозе «Курган-Тюбе» Курган-Тюбинского района.
В 1947 году звено Исманали Бобоназарова собрало в среднем по 61,3 центнера тонковолокнистого хлопка-сырца с каждого гектара. Указом Президиума Верховного Совета СССР от 1 апреля 1948 года «за получение высоких урожаев хлопка» удостоен звания Героя Социалистического Труда с вручением Ордена Ленина и золотой медали Серп и Молот.
После выхода на пенсию в 1973 году возвратился в родной кишлак Боштоли. Скончался в 1987 году.
Память
Его именем назван учебный профессиональный центр № 37 в посёлке Гульшан Аштского района.
Награды
- Герой Социалистического Труда
- Орден Ленина
- Медаль «За доблестный труд в Великой Отечественной войне 1941—1945 гг.»